# Макарівська волость (Київський повіт)
Макарівська волость — історична адміністративно-територіальна одиниця Київського повіту Київської губернії.
Станом на 1900 рік складалася з 43 поселень — 2 містечок, 22 сіл, 15 хуторів та 4 німецьких колоній. Населення — 30138 осіб (14799 чоловічої статі та 15339 — жіночої).
|                     | Площа, десятин | У тому числі орної, дес. |
| ------------------- | -------------- | ------------------------ |
| Сільських громад    | 20696          |                          |
| Приватної власності | 29949          |                          |
| Казенної власності  | —              | —                        |
| Іншої власності     | 512            |                          |
| Загалом             | 51157          |                          |

Основні поселення волості:
- Містечко Макарів — власницьке містечко при річці Здвиж за 50 верст від повітового міста, 5783 особи, 569 дворів, поштово-земська станція, православна церква, католицький костел, 6 єврейських молитовних будинків, церковно-парафіяльна школа, аптека, миловарня, 2 кузні, 3 столярних, 2 палітурних майстерень.
- Андріївка — власницьке село за 60 верст від повітового міста, 1006 осіб, 189 дворів, православна церква, церковно-парафіяльна школа, 7 вітряків, водяний млин.
- Великий Карашин — власницьке село за 63 версти від повітового міста, 1250 осіб, 135 дворів, православна церква, церковно-парафіяльна школа, водяний млин.
- Гавронщина — власницьке село за 50 верст від повітового міста, 932 особи, 154 двори, православна церква, вальцьовий водяний млин.
- Колонщина — власницьке село за 40 верст від повітового міста, 1302 особи, 229 дворів, православна церква, водяний млин, вітряк.
- Копилів — власницьке село за 45 верст від повітового міста, 2053 особи, 320 дворів, православна церква, 6 вітряків.
- Королівка — власницьке село за 60 верст від повітового міста, 1257 осіб, 177 дворів, православна церква, школа грамоти, 2 вітряки.
- Липівка — власницьке село за 50 верст від повітового міста, 1481 особа, 242 двори, православна церква, церковно-парафіяльна школа, цегельня, 11 вітряків, водяний млин.
- містечко Мотижин — власницьке містечко за 45 верст від повітового міста, 3383 особа, 521 двір, православна церква, 2-класна парафіяльна школа, 9 вітряків.
- Наливайківка — власницьке село за 56 верст від повітового міста, 1656 осіб, 278 дворів, православна церква, церковно-парафіяльна школа.
- Фасова — власницьке село за 51 версту від повітового міста, 2070 осіб, 284 двори, православна церква, церковно-парафіяльна школа, поштово-телеграфна станція, 5 вітряків.